# Marjorie Esa
Marjorie Esa (nascida em 1934) é uma artista Inuit conhecida pelos seus desenhos e esculturas em pedra. Ela nasceu no campo de Nuqsarhaarjuk e mora em Baker Lake, Nunavut.
O seu trabalho encontra-se incluído nas colecções da Winnipeg Art Gallery da National Gallery of Canada e da Art Gallery of Guelph.